# Aliaksandr Aliakseïew
 (avril 2019).
Si vous disposez d'ouvrages ou d'articles de référence ou si vous connaissez des sites web de qualité traitant du thème abordé ici, merci de compléter l'article en donnant les références utiles à sa vérifiabilité et en les liant à la section « Notes et références ».
Aliaksandr Aliakseïew, né le 14 novembre 1978 à Kazan (Russie), est un artiste photographe russe et biélorusse.

## Biographie
Sa famille, de militaires, quitte Kazan en 1979, et s’installe en Bélarus.
En 2000, il est diplômé par la faculté de gestion de l’université économique d’État du Bélarus. Il participe à un concours national russe, et obtient une médaille du ministère de l’Éducation et de la science de la fédération de Russie pour «la meilleure publication scientifique » parmi les jeunes scientifiques. En 2004, il soutient sa thèse de doctorat en économie.

## Activités
Depuis 2001, Aliaksandr Aliakseïew travaille à la télévision biélorusse. Il a été présentateur et réalisateur du programme « Zniata ! » (« C’est filmé ! »), programme sur le cinéma et la photographie ; réalisateur des projets télévisés « Nacha spadtchyna » (« Notre patrimoine ») sur le patrimoine culturel biélorusse, « Novaïa collectsyïa » (« Nouvelle collection ») sur les dernières sorties du cinéma international et sur les semaines de la mode à Paris, programmes construits autour de reportages et interviews originaux), et « Epokha » (« L’époque ») sur les grandes personnalités nées sur le territoire biélorusse qui ont contribué de manière importante au patrimoine de l’humanité.
Depuis 2001, il est accrédité en tant que photographe et journaliste biélorusse lors de festivals internationaux du cinéma du film à Cannes, Berlin et Venise. 
Depuis 2003, en collaboration avec Aleh Loukachevitch, il réalise le projet artistique « Patrimoine du Bélarus », projet visant à offrir une représentation internationale au patrimoine historique et culturel biélorusse. Ce projet comprend l’édition des albums de présentation, l’organisation des expositions de photos internationales, la réalisation de films documentaires et de programmes télévisés destinés au public international. Il s’initie à la photographie professionnelle en 2001, et rejoint l’union biélorusse des photographes-artistes.
En janvier 2005, son travail a été récompensé par le prix du président de la république du Bélarus « Pour la renaissance spirituelle ».
Depuis 2007, Aliaksandr Aliakseïew étend ses activités à l’édition. En coopération avec Aleh Loukachevitch, il a organisé l’ouverture du premier pavillon biélorusse lors du 64e Festival de Cannes. En mai 2011, il est devenu le directeur adjoint du pavillon national.
Depuis 2012, il travaille dans le cinéma documentaire biélorusse en tant que réalisateur.
En 2014, il a été diplômé de la faculté de réalisateurs de l’Académie des arts d’État de la république du Bélarus,,.